# Superliga e Futbollit të Kosovës 2016-2017
La Superliga e Futbollit të Kosovës 2016-2017, conosciuta anche come Vala Superleague of Kosovo per motivi di sponsorizzazione è un torneo calcistico organizzato dalla Federazione calcistica del Kosovo. Il campionato è iniziato il 19 agosto 2016 e si è concluso il 28 maggio 2017. La squadra campione in carica era il Feronikeli. Il Trepça '89 ha vinto il titolo per la prima volta nella sua storia.

## Stagione

### Novità
Sono state retrocesse nella stagione 2015-16, il Vushtrria e l'Istogu. Dalla Liga e Parë sono state promosse il Trepça e il Ferizaj.

### Formato
La squadra vincitrice del campionato ha un posto nel primo turno della UEFA Champions League 2017-2018, mentre un posto nel primo turno della UEFA Europa League 2017-2018 è riservato alla vincitrice della coppa nazionale.

Le squadre si affrontano per tre volte per un totale di 33 giornate.

Le ultime due classificate retrocedono direttamente in Liga e Parë, mentre la nona e la decima classificata giocano uno spareggio promozione-retrocessione con la seconda e la terza classificata in Liga e Parë.

## Squadre partecipanti
| Club       | Città              | Stadio                        | Stagione precedente     |
| ---------- | ------------------ | ----------------------------- | ----------------------- |
| Besa Peć   | Pejë               | Stadio Shahin Haxhiislami     | 4º posto                |
| Drenica    | Skënderaj          | Stadio Bajram Aliu            | 9º posto                |
| Drita      | Gjilan             | Stadio Agim Ramadani - Katana | 5º posto                |
| Ferizaj    | Ferizaj            | Stadio Ismet Shabani          | 2º posto in Liga e Parë |
| Feronikeli | Glogovac           | Stadio Rexhep Rexhepi         | Campione del Kosovo     |
| Gjilani    | Gjilan             | Stadio Agim Ramadani - Katana | 5º posto                |
| Hajvalia   | Hajvalia           | Hajvalia Stadium              | 2º posto                |
| Liria      | Prizren            | Stadio Përparim Thaçi         | 7º posto                |
| Llapi      | Podujevë           | Stadio i Qytetit              | 6º posto                |
| Prishtina  | Pristina           | Stadio del Kosovo             | 8º posto                |
| Trepça     | Kosovska Mitrovica | Olympic Stadium Adem Jashari  | 1º posto in Liga e Parë |
| Trepça '89 | Kosovska Mitrovica | Stadio Riza Lushta            | 3º posto                |

## Classifica
|                   | Pos. | Squadra    | Pt | G  | V  | N  | P  | GF | GS | DR  |
| ----------------- | ---- | ---------- | -- | -- | -- | -- | -- | -- | -- | --- |
| Kosovo (bandiera) | 1.   | Trepça '89 | 77 | 33 | 24 | 5  | 4  | 72 | 24 | +48 |
|                   | 2.   | Prishtina  | 72 | 33 | 22 | 6  | 5  | 46 | 18 | +28 |
|                   | 3.   | Llapi      | 68 | 33 | 21 | 5  | 7  | 44 | 30 | +14 |
|                   | 4.   | Feronikeli | 65 | 33 | 20 | 5  | 8  | 61 | 27 | +34 |
|                   | 5.   | Gjilani    | 48 | 33 | 13 | 9  | 11 | 36 | 28 | +8  |
|                   | 6.   | Besa Peć   | 47 | 33 | 13 | 8  | 12 | 42 | 39 | +3  |
|                   | 7.   | Drenica    | 40 | 33 | 10 | 10 | 13 | 37 | 47 | -10 |
|                   | 8.   | Liria      | 37 | 33 | 10 | 7  | 16 | 41 | 39 | +2  |
|                   | 9.   | Drita      | 35 | 33 | 9  | 8  | 16 | 21 | 34 | -13 |
|                   | 10.  | Ferizaj    | 31 | 33 | 6  | 13 | 14 | 24 | 36 | -12 |
|                   | 11.  | Trepça     | 23 | 33 | 5  | 8  | 20 | 37 | 64 | -27 |
|                   | 12.  | Hajvalia   | 7  | 33 | 1  | 4  | 28 | 12 | 87 | -75 |

Legenda:
      Campione del Kosovo e ammessa al primo turno di qualificazione della UEFA Champions League 2017-2018
      Ammessa al primo turno di qualificazione della UEFA Europa League 2017-2018
 Ammessa allo spareggio retrocessione-promozione
      Retrocessa in Liga e Parë
Note:
Tre punti a vittoria, uno a pareggio, zero a sconfitta.

## Risultati

### Partite (1-22)
|            | Bes  | Dre  | Dri  | Frz  | Frn  | Gji  | Haj  | Lir  | Lla  | Pri  | Tre  | T89  |
| ---------- | ---- | ---- | ---- | ---- | ---- | ---- | ---- | ---- | ---- | ---- | ---- | ---- |
| Besa Peć   | –––– | 2-1  | 2-0  | 2-0  | 1-1  | 0-0  | 4-0  | 2-0  | 1-0  | 1-1  | 1-2  | 2-3  |
| Drenica    | 1-1  | –––– | 1-1  | 1-1  | 1-2  | 1-1  | 1-0  | 2-1  | 2-0  | 0-0  | 1-0  | 2-3  |
| Drita      | 1-1  | 2-1  | –––– | 0-0  | 0-1  | 0-1  | 0-1  | 1-0  | 0-1  | 0-1  | 2-2  | 0-0  |
| Ferizaj    | 0-1  | 2-3  | 1-0  | –––– | 2-0  | 1-2  | 4-0  | 0-0  | 0-0  | 0-0  | 2-2  | 0-1  |
| Feronileki | 1-2  | 1-0  | 1-0  | 2-1  | –––– | 1-0  | 6-1  | 1-0  | 1-0  | 0-1  | 5-1  | 4-1  |
| Gjilani    | 0-1  | 2-0  | 1-1  | 0-1  | 2-1  | –––– | 1-0  | 0-0  | 0-1  | 1-0  | 0-0  | 1-2  |
| Hajvalia   | 0-0  | 0-1  | 0-1  | 0-0  | 2-3  | 1-2  | –––– | 2-4  | 0-2  | 0-0  | 1-1  | 0-4  |
| Liria      | 0-1  | 1-1  | 3-1  | 3-0  | 1-3  | 1-0  | 3-0  | –––– | 0-0  | 1-2  | 1-0  | 0-3  |
| Llapi      | 3-2  | 1-0  | 1-0  | 0-0  | 0-3  | 1-0  | 3-1  | 2-0  | –––– | 0-0  | 2-1  | 2-0  |
| Pristina   | 2-0  | 6-0  | 0-1  | 1-0  | 0-0  | 1-0  | 3-0  | 1-0  | 3-1  | –––– | 2-1  | 0-2  |
| Trepca     | 1-1  | 0-0  | 0-1  | 1-1  | 0-1  | 0-2  | 3-0  | 1-4  | 0-1  | 1-2  | –––– | 1-3  |
| Trepca'89  | 2-1  | 4-0  | 1-0  | 4-1  | 0-0  | 1-1  | 1-0  | 2-0  | 3-0  | 1-0  | 6-1  | –––– |

### Partite (23-33)
|            | Bes  | Dre  | Dri  | Frz  | Frn  | Gji  | Haj  | Lir | Lla  | Pri  | Tre  | T89  |
| ---------- | ---- | ---- | ---- | ---- | ---- | ---- | ---- | --- | ---- | ---- | ---- | ---- |
| Besa Peć   | –––– |      |      | 1-0  |      | 1-1  |      | 1-0 |      | 1-2  | 1-3  | 0-2  |
| Drenica    | 3-1  | –––– | 2-0  |      |      |      | 4-0  |     |      | 1-3  |      | 0-0  |
| Drita      | 2-0  |      | –––– | 2-1  |      |      | 2-0  |     |      | 1-3  |      | 0-2  |
| Ferizaj    |      | 1-1  |      | –––– | 0-4  | 0-0  |      |     | 1-2  |      | 2-1  |      |
| Feronileki | 4-1  | 1-3  | 0-0  |      | –––– |      | 6-0  | 1-1 |      | 1-2  |      |      |
| Gjilani    |      | 4-1  | 0-1  |      | 1-0  | –––– | 3-0  | 2-0 | 1-1  |      |      |      |
| Hajvalia   | 1-6  |      |      | 0-1  |      |      | –––– |     |      | 0-1  | 1-3  | 0-3  |
| Liria      |      | 0-0  | 3-0  | 1-1  |      |      | 9-1  |     | –––– |      | 3-1  |      |
| Llapi      | 2-0  | 4-1  | 2-0  |      | 2-0  |      | 2-0  | 2-0 | –––– |      |      |      |
| Pristina   |      |      |      | 1-0  |      | 1-0  |      | 3-1 | 1-2  | –––– | 2-1  | 1-0  |
| Trepca     |      | 2-1  | 1-1  |      | 1-3  | 3-5  |      |     | 1-3  |      | –––– |      |
| Trepca'89  |      |      |      | 0-0  | 0-3  | 5-2  |      | 2-0 | 8-1  |      | 3-1  | –––– |

## Spareggi promozione/retrocessione
|           | Risultati     |          | Luogo e data             |
| --------- | ------------- | -------- | ------------------------ |
| Ferizaj   | 1-1 (2-3 dtr) | Vllaznia | Mitrovica, 3 giugno 2017 |
| Dukagjini | 1-2           | Drita    | Mitrovica, 4 giugno 2017 |
|           |               |          |                          |